# Prva hrvatska liga u bejzbolu 2008.
Prvenstvo Hrvatske u bejzbolu 2008. godine.

## Natjecateljski sustav
Igralo se po liga- i po kup-sustavu. Prvi dio natjecanja se igrao ligaški.
Prve dvije su doigravale za prvaka, a igralo se na četiri pobjede. Treća i četvrta momčad su doigravale za 3. mjesto, a igralo se na 3 pobjede.
Novost je bila što se prešlo na igranje drvenom palicom, umjesto dotadašnje aluminijske.
1. liga 1B igrala je aluminijskom palicom, a u toj su se ligi natjecali Donat iz Zadra, Kaptol iz Zagreba, Medvednica iz Zagreba, Grabrik iz Karlovca, Gajnice iz Zagreba, Vindi Iso-sport i Sisak.

## Sudionici
Sudionici su bili: splitska Nada, karlovačka Olimpija, zagrebački Zagreb i varaždinska Vindija.

## Konačna ljestvica lige
Poredak od 5. do 10. mjesta: Gajnice, Sisak, Donat, Kaptol, Medvednica, Grabrik.

## Doigravanje za 3. mjesto
- 1. susret

- 2. susret

- 3. susret

- 4. susret

Nada SSM je treća. Pobijedila je u doigravanju za 3. mjesto varaždinsku Vindiju s 3:1 u pobjedama.

## Doigravanje za prvaka
- 1. susret

Olimpija – Zagreb 0:1 (10)
- 2. susret

Zagreb – Olimpija 6:4
- 3. susret

Zagreb – Olimpija 14:5
- 4. susret

Olimpija – Zagreb 2:4
Hrvatski prvak je Zagreb.